# Pavel Horváth
Pavel Horváth (Praga, República Checa, 22 de abril de 1975) es un exfutbolista y entrenador checo. Jugaba de volante y su último equipo fue el FC Viktoria Plzeň de la República Checa del que ahora es segundo entrenador.

## Selección nacional
Ha sido internacional con la selección de fútbol de la República Checa, ha jugado 19 partidos internacionales.

## Clubes
| Club               | País            | Año       |
| ------------------ | --------------- | --------- |
| Sparta de Praga    | República Checa | 1993      |
| FK Jablonec        | República Checa | 1994-1996 |
| Slavia de Praga    | República Checa | 1996-2000 |
| Sporting de Lisboa | Portugal        | 2000-2001 |
| Galatasaray        | Turquía         | 2001      |
| FK Teplice         | República Checa | 2002-2004 |
| Vissel Kobe        | Japón           | 2004-2006 |
| Sparta de Praga    | República Checa | 2006-2008 |
| FC Viktoria Plzeň  | República Checa | 2008-2015 |